# South Miami
South Miami é uma cidade localizada no estado americano da Flórida, no condado de Miami-Dade. Foi incorporada em 1926.

## Geografia
De acordo com o United States Census Bureau, a cidade tem uma área de 6 km², onde 5,9 km² estão cobertos por terra e 0,1 km² por água.

### Localidades na vizinhança
O diagrama seguinte representa as localidades num raio de 8 km ao redor de South Miami.

## Demografia
Segundo o censo nacional de 2010, a sua população é de 11 657 habitantes e sua densidade populacional é de 1 982,73 hab/km². Possui 5 174 residências, que resulta em uma densidade de 880 residências/km².